# Fiftyseven
Fiftyseven er debutalbummet fra den danske sangerinde og sangskriver Stine Bramsen. Albummet udkom den 9. oktober 2015 på Copenhagen Records. Fiftyseven er sangerindens første soloalbum siden hendes medvirken i popgruppen Alphabeat. Albummet indeholder fem ud af seks sange fra Stine Bramsens EP af samme navn, der udkom i marts 2015; med undtagelse af "Not What I Came For". Det er primært skrevet af Stine Bramsen i samarbejde med producer Nicolaj Rasted. Titlen Fiftyseven refererer til sangen "57", der handler om "at jeg selv skal tage imod folks meninger og den kritik, der måtte komme". Tallet 57 er desuden sangerindens lykketal.
"Woman" blev udsendt den 4. september 2015 som albummets første single. Sangen er ifølge Stine Bramsen "min lille kommentar til denne her ensretning, der er i samfundet i forhold til, hvordan en kvinde skal se ud. Det er ikke sundt for de unge piger at høre, at de skal være så og så høje og tynde." Albummets anden single "Cavalry", udkom den 8. januar 2016. Sangen er skrevet om sangerindes søn, som hun fødte i 2014: "Det er den der følelse, man får, når der pludselig er nogen i ens liv, man vil gøre alt for i hele verden, lige meget hvad der sker. Det er en ny følelse, man får, når man bliver forælder."
Fiftyseven debuterede som nummer ét på hitlisten. I maj 2016 modtog albummet guld for 10.000 solgte eksemplarer.

## Spor
Alle sange er produceret af Nicolaj Rasted. "Cavalry" er co-produceret af Robert Habolin; "Ain't Gonna Run" er co-produceret Providers; og "The Day You Leave Me" er co-produceret af Andreas Sommer.
| #   | Titel                  | Sangskriver(e)                      | Længde |
| --- | ---------------------- | ----------------------------------- | ------ |
| 1.  | "Prototypical"         | Stine Bramsen, Nicolaj Rasted       | 3:33   |
| 2.  | "Cavalry"              | Bramsen, Rasted, Robert Habolin     | 3:49   |
| 3.  | "Move Forward"         | Bramsen, Rasted, Niclas G. Petersen | 3:31   |
| 4.  | "Woman"                | Bramsen, Rasted                     | 3:40   |
| 5.  | "Stormy Seas"          | Bramsen, Rasted                     | 3:16   |
| 6.  | "Fall Apart"           | Bramsen, Rasted                     | 3:50   |
| 7.  | "Karma Town"           | Bramsen, Rasted                     | 2:56   |
| 8.  | "You Did Me Wrong"     | Bramsen, Rasted                     | 3:47   |
| 9.  | "Ain't Gonna Run"      | Bramsen, Rasted, Providers          | 3:14   |
| 10. | "The Day You Leave Me" | Bramsen, Rasted                     | 3:29   |
| 11. | "57"                   | Bramsen, Mads Storm                 | 3:29   |

## Hitliste

### Ugentlige hitlister
| Hitliste (2015)        | Højeste placering |
| ---------------------- | ----------------- |
| Danmark (Album Top-40) | 1                 |

### Årslister
| Hitliste (2015) | Placering |
| --------------- | --------- |
| Danmark         | 56        |